# 邱添生
邱添生，苗栗縣造橋鄉客家人，生於西元1941年11月15日。國立台灣師範大學歷史系退休教授，專精唐史，特別專長於唐宋變革。
邱畢業於師大史地系，曾往日本京都大學進修，返台於師大歷史系擔任講師。1988-1989年間，為京都大學的招聘教授。2006年退休後仍出任師大歷史系所擔任兼任教授。著有《唐宋變革期的政經與社會》、《唐代設館修史制度探微》、《唐初纂修前代正史析論》、《由杜佑《通典》管窺唐代史學的創新》等書。